# Antonio Nonis
Antonio Nonis (Turriaco, 21 novembre 1921 – Cava de' Tirreni, 2008) è stato un allenatore di calcio e calciatore italiano, di ruolo difensore.

## Carriera

### Giocatore
Iniziò la carriera giocando nelle giovanili del Turriaco, squadra del suo paese. Successivamente giocò nella Ponziana di Trieste ed in seguito fu ingaggiato dalla squadra dei Cantieri Riuniti dell'Adriatico (C.R.D.A.) Monfalcone. Nel 1940 viene ingaggiato dal Lecce militando nel campionato di  Serie C. Dopo la guerra si accasa al Prato disputando il suo primo campionato di Serie B. Al Prato resta un anno e nel 1947, notato da Gipo Viani passa alla Salernitana per 7 milioni di lire. La Salernitana che in quell'anno disputò il suo primo campionato di Serie A lo girò in prestito all'Arsenaltaranto sempre in Serie B, con cui sfiorò la promozione in massima serie. Con i pugliesi mise a segno 2 reti in 17 gare. Rientrato dal prestito, giocò ancora due campionati di Serie B con i granata, collezionando 79 gettoni di presenza e 3 reti. In totale nel torneo cadetto ha giocato oltre 96 gare siglando 5 reti

Terminò la sua carriera tra le file della Cavese.

### Allenatore
Intraprese la carriera di allenatore quando era ancora giocatore, svolgendo il doppio ruolo quando era alla Cavese. Dal 1956 si dedicò esclusivamente alla guida tecnica allenando la compagine metelliana ad annate alterne fino al 1974.

## Statistiche

### Presenze e reti nei club
| Stagione           | Squadra            | Campionato         | Campionato | Campionato | Coppe nazionali | Coppe nazionali | Coppe nazionali | Altre coppe | Altre coppe | Altre coppe | Totale | Totale |
| Stagione           | Squadra            | Comp               | Pres       | Reti       | Comp            | Pres            | Reti            | Comp        | Pres        | Reti        | Pres   | Reti   |
| ------------------ | ------------------ | ------------------ | ---------- | ---------- | --------------- | --------------- | --------------- | ----------- | ----------- | ----------- | ------ | ------ |
| ?                  | CRDA Monfalcone    | ?                  | ?          | ?          |                 |                 |                 |             |             |             | ?      | ?      |
| 1940-1941          | Lecce              | C                  | 2          | 1          |                 |                 |                 |             |             |             | 2      | 1      |
| 1946-1947          | Prato              | B                  | ?          | ?          |                 |                 |                 |             |             |             | ?      | ?      |
| 1947-1948          | Arsenaltaranto     | B                  | 17         | 2          |                 |                 |                 |             |             |             | 17     | 2      |
| 1948-1949          | Salernitana        | B                  | 41         | 2          |                 |                 |                 |             |             |             | 41     | 2      |
| 1949-1950          | Salernitana        | B                  | 38         | 1          |                 |                 |                 |             |             |             | 38     | 1      |
| Totale Salernitana | Totale Salernitana | Totale Salernitana | 79         | 3          |                 |                 |                 |             |             |             | 79     | 3      |
| 1951-1952          | Cavese             | Dil.               | ?          | ?          |                 |                 |                 |             |             |             | ?      | ?      |
| 1952-1953          | Cavese             | IV Serie           | ?          | ?          |                 |                 |                 |             |             |             | ?      | ?      |
| 1953-1954          | Cavese             | IV Serie           | ?          | ?          |                 |                 |                 |             |             |             | ?      | ?      |
| 1954-1955          | Cavese             | IV Serie           | ?          | ?          |                 |                 |                 |             |             |             | ?      | ?      |
| 1955-1956          | Cavese             | Dil.               | ?          | ?          |                 |                 |                 |             |             |             | ?      | ?      |
| Totale Cavese      | Totale Cavese      | Totale Cavese      | ?          | ?          |                 |                 |                 |             |             |             | ?      | ?      |
| Totale carriera    | Totale carriera    | Totale carriera    | 98         | 6          |                 |                 |                 |             |             |             | 98     | 6      |